# 新竹縣尖石鄉石磊國民小學
新竹縣尖石鄉石磊國民小學是位於台灣新竹縣尖石鄉玉峰村的一座國民小學，校園無圍牆及操場，為全臺灣腹地最小的國民小學。該學校始建於中華民國四十五年（1956年）八月，最初名為玉峰國民學校石磊分班。民國五十七年（1968年）八月改稱新竹縣尖石鄉石磊國民小學。石磊國小總共只有六個班級，一到六年級各一班。雖然人數很少，但是每位孩子都很開朗。